# Hangzhou Open
Hangzhou Open este un turneu de tenis masculin din seria ATP 250 jucat pe terenuri hard în aer liber. Este un turneu nou adăugat la Circuitul ATP 2024 și înlocuiește Zhuhai Open. Are loc la Hangzhou Olympic Sports Expo Center în Hangzhou, China.

## Rezultate

### Simplu
| An   | Campion     | Finalist      | Scor               |
| ---- | ----------- | ------------- | ------------------ |
| 2024 | Marin Čilić | Zhang Zhizhen | 7–6(7–5), 7–6(7–5) |

### Dublu
| An   | Campioni                                     | Finaliști                          | Scor                  |
| ---- | -------------------------------------------- | ---------------------------------- | --------------------- |
| 2024 | Jeevan Nedunchezhiyan Vijay Sundar Prashanth | Constantin Frantzen Hendrik Jebens | 4–6, 7–6(7–5), [10–7] |